# Aglaoapis tridentata
Aglaoapis tridentata is een vliesvleugelig insect uit de familie Megachilidae. De wetenschappelijke naam van de soort is voor het eerst geldig gepubliceerd in 1848 door Nylander.